# Добранський Богдан Іванович
Богдан Іванович Добранський (нар. 6 червня 1995) — український легкоатлет, який спеціалізується в бігу на довгі дистанції та гірському бігу.
На національних змаганнях представляє Львівську область.
Тренується під керівництвом батька, Івана Добранського.

## Спортивні досягнення
Бронзовий призер чемпіонату Асоціації балканських легкоатлетичних федерацій (ABAF) з гірського бігу у командному заліку (2021). У особистому заліку на чемпіонаті був 9-м.
Чемпіон України (2021) та бронзовий призер чемпіонату України (2019) з гірського бігу «вгору-вниз».
Бронзовий призер чемпіонату України з гірського бігу «вгору» (2019).
Учасник чемпіонатів світу з гірського бігу 2014 (50-е місце серед юніорів), 2015 (97-й серед дорослих) та 2017 (66-е місце серед дорослих) років.
Учасник чемпіонату Європи з гірського бігу 2019 (60-е місце).